# Rumpelfußball
Rumpelfußball ist ein während der EM 2000 entstandener Fußball-Begriff, der unansehnliche, taktisch schwache und gegebenenfalls dazu erfolglose Mannschaftsleistungen in einzelnen oder mehreren Fußballspielen und über längere Zeiträume charakterisiert. Ursprünglich wurden er und der wenig später entstandene Begriff Rumpelfüßler nur im Zusammenhang mit Spielen der deutschen Fußballnationalmannschaft verwendet und bildeten das negativ besetzte Gegenstück zum positiv besetzten deutschen „Arbeitsfußball“. Ab der WM 2010 wurde „Rumpelfußball“ auch für nicht-deutsche Mannschaften genutzt: zuletzt auch für Portugals Gewinn der EM 2016, Deutschlands Auftreten bei der EM 2021 sowie den gesamten Afrika-Cup 2022.
Der Begriff wurde erstmals vom früheren deutschen Nationalspieler und Teamchef Franz Beckenbauer im Juni 2000 öffentlich in einer Kolumne verwendet. Beckenbauer nahm damit unter anderem Bezug auf das sportliche Auftreten der deutschen Nationalmannschaft vor und während der noch laufenden Europameisterschaft. Diese war aufgrund der Rücktritte bisheriger Stammspieler nach der WM 1998 neu zusammengestellt worden und zeigte unter dem Teamchef Erich Ribbeck in den folgenden zwei Jahren häufig durchwachsene Leistungen, die von öffentlichen Unstimmigkeiten zwischen Mannschaft und Teamchef begleitet waren. In diesem Zusammenhang kam es wiederkehrend zu Kritik unter anderem in der Fachpresse und durch Fußballkommentatoren. Bei der EM 2000 schied die Nationalmannschaft als Titelverteidiger nach drei schwachen Spielen erstmals ohne Sieg bei einer Europameisterschaft aus. Die Journalistin Katrin Weber-Klüver nahm kurz nach Beckenbauers Kolumne den Begriff im Spiegel auf und schrieb vom „Rumpelfüßler“. Beide Begriffe wurden als Neologismen durch den Pons-Verlag ausgezeichnet.

## Bedeutung

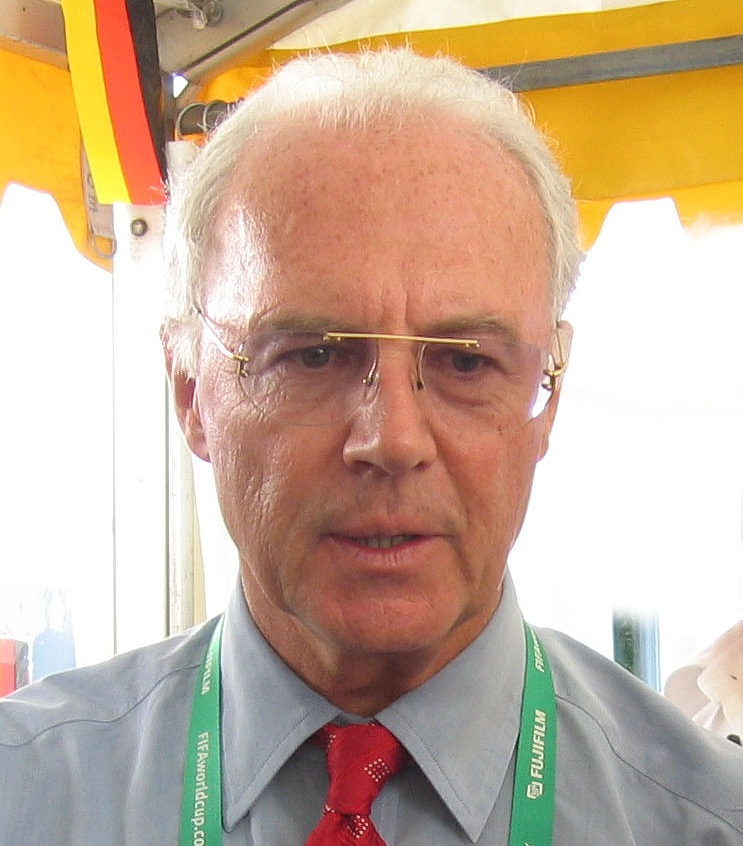
Franz Beckenbauer verwendete den Begriff „Rumpelfußball“ 2000 erstmalig

Rumpelfußball und Rumpelfüßler sind Neologismen aus dem Themenfeld Fußball, die im Jahr 2000 in Deutschland aufkamen.
Das Digitale Wörterbuch der deutschen Sprache (DWDS) setzt für Rumpelfußball die Kategorien „Fußball, Jargon, abwertend“ und beschreibt ihn ausführlicher als „(für Zuschauer unattraktive) Spielweise, die von mangelnder Kreativität, geringer Laufbereitschaft, robustem Körpereinsatz und zahlreichen Ballverlusten, Fehlpässen geprägt ist“. Das DWDS führt den Begriff seit 2021 als Teil eines Glossars aus über 420 Wörtern, die mit dem Themenbereich Fußball in Verbindung gebracht werden.
Der Duden definiert Rumpelfüßler als „schlechte[n], unbeholfene[n] Fußballspieler“ und sieht den Sprachgebrauch „umgangssprachlich abwertend“. Der Begriff wurde 2004 in das Werk aufgenommen. Er ist ein Kompositum und setzt sich aus dem Verb rumpeln (unrund fortbewegen) und dem Nomen Füßler (die Füße Benutzender) zusammen. Das Wörterbuch des Pons-Verlags gruppiert den Begriff in die Kategorien „abwertend, abfällig, verächtlich“ und „umgangssprachlich“ ein und erklärt ihn als „miserable[n] Fußballer“.
Im Wortschatz-Portal der Universität Leipzig werden die Wörter Rumpelfußball in die Häufigkeitsklasse 21 und Rumpelfüßler in die Häufigkeitsklasse 22 eingeordnet, wodurch beide Begriffe nach den Richtlinien des Portals „extrem seltene Wörter“ im allgemeinen Sprachgebrauch sind.

## Begriffseinordnung
Sowohl „Rumpelfußball“ als auch „Rumpelfüßler“ erfuhren ab dem Jahr 2000 Verwendung im deutschsprachigen Sportjournalismus, zunächst nur in Bezug auf die deutsche Fußballnationalmannschaft der Herren, ab der WM 2010 auch in Bezug auf andere Nationalmannschaften. Der Essener Germanist Rolf Parr ordnet den „Rumpelfußball“ in ein System aus nationalen Stereotypen ein, in dem unterschiedlichen Nationen dauerhafte Charaktereigenschaften zugeschrieben werden. „Rumpelfußball“ ist in diesem System das negativ besetzte Gegenstück zum positiv besetzten „ehrlichen Arbeitsfußball“. Nach Parrs Einschätzung wurden die Stereotype in der nachträglichen Spielbewertung „hochflexibel“ angewendet: Folge auf einen Sieg eine Niederlage, gewinne zunächst deutscher „Arbeitsfußball“, aber es verliere deutscher „Rumpelfußball“, wobei das Stereotyp im Kern gleich bleibe. Dieses System sei bis zur WM 2010 intakt geblieben, als die deutsche Nationalmannschaft unter Joachim Löw einen Fußball gespielt habe, der mit den alten Stereotypen nicht mehr zu beschreiben gewesen sei. Gleichzeitig hätten auch die Mannschaften anderer Nationen in einer Weise gespielt, die nicht mehr zu den ihnen eigentlich reservierten Stereotypen gepasst habe. Folglich sei es während und nach der WM 2010 zu einer Verschiebung des Stereotypenrasters gekommen, denn der Begriff Rumpelfußball wurde zunehmend auch in Bezug auf andere Nationalmannschaften verwendet. Seit der EM 2012 habe der Begriff auch seine rein negative Codierung verloren: Im Zeitmagazin sei in Bezug auf die ersten Spiele der deutschen Mannschaft der Begriff „Rumpelfußball“ erstmals mit einer positiven Gesamtbeurteilung verbunden gewesen.

## Entstehung in Bezug auf die deutsche Herren-Nationalmannschaft

### Der Umbruch nach der WM 1998

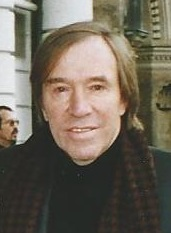
Günter Netzer wies über Jahre auf die aus seiner Sicht mangelnde spielerische Qualität der Nationalmannschaft hin.

Die deutsche Nationalmannschaft hatte die EM 1996 als Europameister beendet und ging als Titelverteidiger in die Qualifikation für das folgende Turnier. Zwischen den beiden Wettbewerben musste die deutsche Elf bei der WM 1998 das Ausscheiden im Viertelfinale hinnehmen. In der Folge beendeten langjährige Leistungsträger aus allen Mannschaftsteilen wie Thomas Häßler (zu diesem Zeitpunkt 97 Länderspiele), Thomas Helmer (68), Kapitän Jürgen Klinsmann (108), Jürgen Kohler (105), Andreas Köpke (59), Lothar Matthäus (129), Andreas Möller (82), Stefan Reuter (69) und Olaf Thon (52) ihre Laufbahnen in der Auswahl.
Der seit 1990 amtierende Bundestrainer Berti Vogts bot nach dem WM-Turnier an, sich an einem Neuaufbau der Mannschaft zu beteiligen. Für das Mittelfeld holte Vogts unter anderem Stefan Effenberg zurück in die Nationalelf, den er wegen einer beleidigenden Geste gegen die deutschen Stadionzuschauer noch während der WM 1994 aus dem Turnierkader ausgeschlossen hatte. In den ersten beiden Länderspielen nach der WM im September 1998 auf Malta gegen die Malteser (2:1-Sieg) und Rumänen (1:1) zeigte die neu aufgestellte Auswahl mäßige Leistungen. Günter Netzer, der mit Vogts 1974 Weltmeister geworden war, mahnte nach dem Rumänien-Spiel den angestrebten Neuaufbau an und führte insbesondere damit verbunden drei Eigenschaften auf, die die Mannschaft nachweisen müsse: „Lauffreudigkeit“, „Besessenheit“ und „mehr Aggressivität“. So fehle der Auswahl aktuell „die Anpassung an den modernen Fußball“, die passieren müsse, sonst würden die Deutschen „weiter hinterherhinken“. Vogts trat nach diesen beiden Freundschaftsspielen am 7. September 1998 doch von seinem Amt zurück. Er warf den Medien vor, Druck auf Nationalspieler ausgeübt und auch bei guten Leistungen kritische Berichte angedroht zu haben, solange Vogts im Amt bleibe. Effenberg bestätigte den Vorwurf im Monat darauf in mindestens einem Fall.

### Erich Ribbeck wird Teamchef

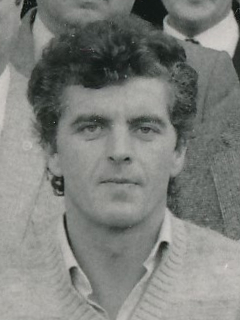
Erich Ribbeck war nicht die erste Wahl des DFB für die Vogts-Nachfolge.

Der Deutsche Fußball-Bund suchte unmittelbar nach Vogts’ Rücktritt einen Nachfolger für die Position des Bundestrainers. So musste der Verband mehrere Absagen von Kandidaten wie Christoph Daum (Cheftrainer von Bayer 04 Leverkusen), Jupp Heynckes (zuletzt tätig bei Real Madrid) und Ottmar Hitzfeld (Cheftrainer des FC Bayern München) hinnehmen. Auch Otto Rehhagel vom 1. FC Kaiserslautern, der laut dem DFB-Vizepräsidenten Gerhard Mayer-Vorfelder die erste Wahl für den Posten war, lehnte ab. Verbandspräsident Egidius Braun verständigte sich anschließend mit Paul Breitner, einem Weltmeister von 1974, auf eine Zusammenarbeit. Laut Braun sollte Breitner die Mannschaft ein Jahr lang betreuen und dann an einen Nachfolger übergeben. Der Präsident bestand trotz Vorbehalten unter den Direktoren des Verbandes auf dieser Idee. Er sagte Breitner dann aber doch ab (laut Breitner einen Tag nach der Einigung), nachdem er von dessen Äußerungen in der Abendzeitung erfahren hatte. In dieser hatte Breitner gefordert, die Führungsriege des DFB auszuwechseln, und zudem Braun Inkompetenz attestiert.
Letztlich verständigte sich der DFB auf Erich Ribbeck, dessen größter Erfolg der Gewinn des UEFA-Pokals 1987/88 mit Bayer 04 Leverkusen war. Ribbeck hatte zuletzt bis April 1996 die Leverkusener in einem zweiten Engagement trainiert und war für die Aufgabe beim DFB aus dem Ruhestand auf Teneriffa zurückgekehrt. Er arbeitete fortan unter der Bezeichnung Teamchef, die bereits Franz Beckenbauer von 1984 bis 1990 getragen hatte, mit Uli Stielike als Co-Trainer. Anders als Beckenbauer verfügte Ribbeck jedoch über eine Fußballlehrerlizenz und hätte damit die Bezeichnung Bundestrainer führen können.
Der neue Teamchef bat kurz nach seiner Amtsübernahme den zu diesem Zeitpunkt 37-jährigen Matthäus, der zwischen 1995 und 1998 unter Vogts keine Rolle gespielt hatte und erst unmittelbar vor der WM 1998 doch noch in das Aufgebot genommen worden war, erneut um eine Fortsetzung seiner Nationalmannschaftskarriere und bot ihm einen Stammplatz in der Mannschaft an. Beide waren unter anderem 1980 Europameister geworden, als Matthäus unter Jupp Derwall und seinem Co-Trainer Ribbeck sein erstes Länderspiel während des Turniers absolvierte. Auch Häßler und Möller, die eine Rückkehr nicht ausgeschlossen hatten, kehrten für wenige Spiele in die Auswahl zurück, jedoch war Matthäus der einzige Weltmeisterspieler von 1990, der eine tragende Rolle in der Mannschaft während Ribbecks Amtszeit einnahm.

### Die „Schmach von Jacksonville“ 1999
Die folgenden Leistungen unter Ribbeck waren durchwachsen. Bereits fünf Monate nach seinem Amtsantritt, im Februar 1999, erlitt seine Auswahl eine 0:3-Niederlage im Alltel Stadium in Jacksonville, Florida gegen die Vereinigten Staaten, was der Tagesspiegel als „Schmach von Jacksonville“ bezeichnete; auch in anderen Medien kam es zu deutlicher Kritik. Netzer, der das Spiel vor Ort für die Sportschau verfolgt hatte, beschrieb die Leistung der Deutschen in der ersten Halbzeit, als die US-Amerikaner bereits ihre drei Tore geschossen hatten, folgendermaßen: „An eine solche Halbzeit kann ich mich also viele Jahrzehnte nicht zurückerinnern. Es gibt überhaupt nichts Positives, was man überhaupt anmerken kann. Es gibt keinen Rhythmus, es gibt kein Kombinationsspiel, es gibt Fehler an allen Ecken und Kanten.“ Der in Jacksonville eingesetzte Jens Jeremies, der unter Ribbeck Stammspieler werden sollte, erklärte früh, nicht zu wissen, nach welchem System die Mannschaft spielen solle. Anders als Stielike, der sich für ein in alle Bereiche gehendes Taktikkonzept aussprach, vertrat Teamchef Ribbeck die Position, der Fokus liege stets auf dem nächsten Spiel und die Festlegung auf ein Konzept sei „Kokolores“. In einem Interview im Juni 2017 bestritt Ribbeck diesen Ausspruch.

### Vorrundenaus im FIFA-Konföderationen-Pokal

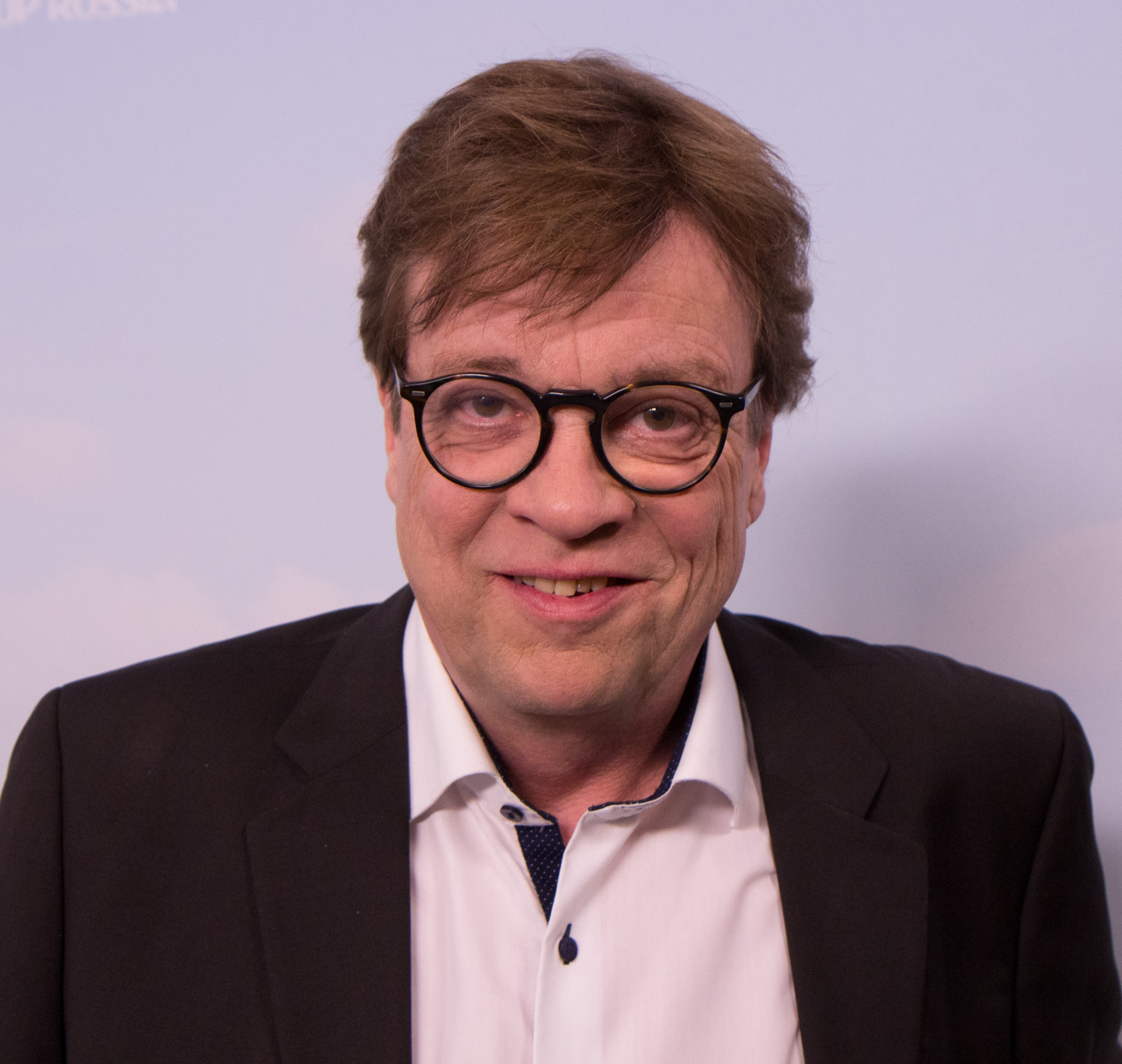
Béla Réthy kritisierte regelmäßig das sportliche Auftreten der Nationalmannschaft bei Live-Übertragungen.

Die Mannschaft schaffte trotz nur einer Niederlage in acht Partien erst am letzten Spieltag der EM-Qualifikation die sichere Teilnahme am Turnier. Zuvor war sie unter anderem nach der Gruppenphase des FIFA-Konföderationen-Pokals im Juli 1999 in Mexiko ausgeschieden, bei dem sie als amtierender Europameister teilgenommen hatte und öffentlich für die Vergabe der WM 2006 an Deutschland werben sollte. Der Auswahl blieben dabei etliche Stammkräfte fern, da das Turnier mitten in die Saisonvorbereitung auf die neuen Spielzeiten in den meisten europäischen Fußballligen fiel, so auch in der deutschen Bundesliga. Die Vereine stellten kaum Spieler für das Turnier ab, auch weil das Finalspiel neun Tage vor dem Eröffnungsspiel der Bundesliga-Saison 1999/2000 stattfand. Ribbeck musste mit der Einschränkung arbeiten, von jedem Verein maximal drei Spieler nominieren zu dürfen, wobei er diesen Rahmen nur bei Spielern des FC Bayern München ausschöpfte. Von den 20 nominierten Spielern hatte die Hälfte vor 1999 noch kein A-Länderspiel absolviert, auch waren die Spieler durch die fehlende Vorbereitung in ihren Vereinen körperlich in nicht ausreichender Verfassung. Die zwei Niederlagen bei einem Sieg wurden als „Blamage“ für den deutschen Fußball angesehen, auch weil vielen der angetretenen Akteure trotz ihrer fehlenden Länderspielerfahrung mehr zugetraut worden war. Béla Réthy, der das letzte Gruppenspiel der deutschen Elf gegen die Vereinigten Staaten für das ZDF kommentierte, ordnete die Bemühungen der Deutschen für eine Vergabe der WM an Deutschland vor dem Schlusspfiff der Partie  folgendermaßen ein: „Die politische Mission mag erfüllt worden sein. Was bleibt, ist ein immenser Schaden für den internationalen Stellenwert des deutschen Fußballs.“ Zur sportlichen Leistung bei dem Turnier sagte er: „Dass die deutsche Elf nicht in Bestbesetzung antreten konnte, dass man sich mitten in der Saisonvorbereitung befindet, schön und gut. Aber hier standen Nationalspieler auf dem Platz, denen man zutrauen sollte, selbst unter solchen Umständen das Fußball-ABC halbwegs zu beherrschen.“ Und weiter: „Wenn ein 38-Jähriger wie Matthäus fast als einziger die geistige und körperliche Frische aufbringt, hier gegenzuhalten, den Ruf des deutschen Fußballs zu verteidigen; dann ist das eine Schande, ein Armutszeugnis und nur noch peinlich.“ Der Kicker schloss sich wenige Tage später Réthys Kritik weitgehend an und schrieb von einem „Offenbarungseid der deutschen Nationalelf“. Er kritisierte auch die Leistungen der Deutschen in den beiden vorherigen Turnierspielen gegen Brasilien (0:4-Niederlage) und Neuseeland (2:0-Sieg). Reiner Calmund, Geschäftsführer der Bayer 04 Leverkusen Fußball GmbH, der wie Réthy im Stadion das Spiel verfolgt hatte, verteidigte hingegen die Mannschaft und hob hervor, dass dem Trainerstab wichtige Spieler gefehlt hätten, die Teilnahme am Turnier unabdingbar gewesen sei und die hiesigen Bedingungen für Spieler ohne ausreichende Fitness schwer zu bewältigen seien, da der Spielort, das Estadio Jalisco, über einen Kilometer oberhalb des Meeresspiegels liege.

### Anhaltende Unruhen in der Mannschaft
Auch vor Beginn der EM 2000 in Belgien und den Niederlanden gab es erneut Querelen im Umfeld der Mannschaft. Jeremies gab dem Kicker Anfang April ein zweiseitiges Interview und antwortete auf die Frage, wie es um den Zustand der deutschen Nationalmannschaft bestellt sei: „Jämmerlich, wenn man die letzten Spiele sah.“ Ribbeck wertete die Aussage seines Spielers als Verstoß gegen einen „Ehrenkodex“ und erwog einen dauerhaften Verzicht auf eine Nominierung des Münchners in die Auswahl. Jeremies’ Äußerungen und Ribbecks Absichten provozierten vielfache Reaktionen von Vereinsverantwortlichen und Spielern, wobei Jeremies sowohl auf Zustimmung als auch auf Unverständnis stieß. Letztlich berücksichtigte Ribbeck den Mittelfeldspieler für ein Spiel nicht, nahm ihn aber zum EM-Turnier wieder in den Kader auf. Jeremies erklärte, einen freiwilligen Rücktritt aus der Nationalmannschaft erwogen, nach einem Gespräch mit DFB-Präsident Braun aber wieder verworfen zu haben. Im Monat darauf entließ der Teamchef seinen Co-Trainer Stielike aufgrund ihrer großen Differenzen in der Arbeit mit der Nationalmannschaft. Als Nachfolger holte er Horst Hrubesch.
Im Anschluss auf die Berufung des Turnierkaders reiste die Nationalelf auf Mallorca, um dort ein Trainingslager zu absolvieren. Der Trainerstab versuchte erst Einheiten mit einer Dreierkette für die Verteidigung, wechselte aber schon tags darauf auf eine Viererkette. Aufgrund anhaltender Unklarheit bei der anzuwendenden Taktik regte sich in einem Teil der Mannschaft um Innenverteidiger Markus Babbel, die Mittelfeldspieler Dietmar Hamann, Jeremies und Mehmet Scholl sowie Spieler von Bayer 04 Leverkusen Widerstand dagegen, mit Ribbeck in die Europameisterschaft zu gehen. Hinzu kam, dass Matthäus, der als Libero gesetzt war, mit einer leichten Verletzung umgehen musste, wodurch er als nicht voll leistungsfähig angesehen wurde. Die Gruppe trat an den 39-Jährigen mit dem Wunsch heran, die Aufgabe Ribbecks beim Turnier zu übernehmen. Gleichzeitig erhoffte sie sich, dass er durch die neue Funktion als möglicher Spieler ausfalle. Matthäus lehnte das Gesuch jedoch ab, auch Beckenbauer, von dem die Spielergruppe Zuspruch erwartete, wies das Vorhaben nachdrücklich zurück und forderte diese nach eigener Aussage auf, einen Spielerrat zu gründen, um über diesen mit Ribbeck eine Lösung zu finden. Hamann bestätigte nach dem Turnier, den Absetzungsversuch mit vorangetrieben zu haben, und unterstellte, dass Matthäus die Ansicht der agierenden Mannschaftskollegen geteilt habe.

### Die Europameisterschaft 2000

#### Der Beginn und das „Kirmes-Training“

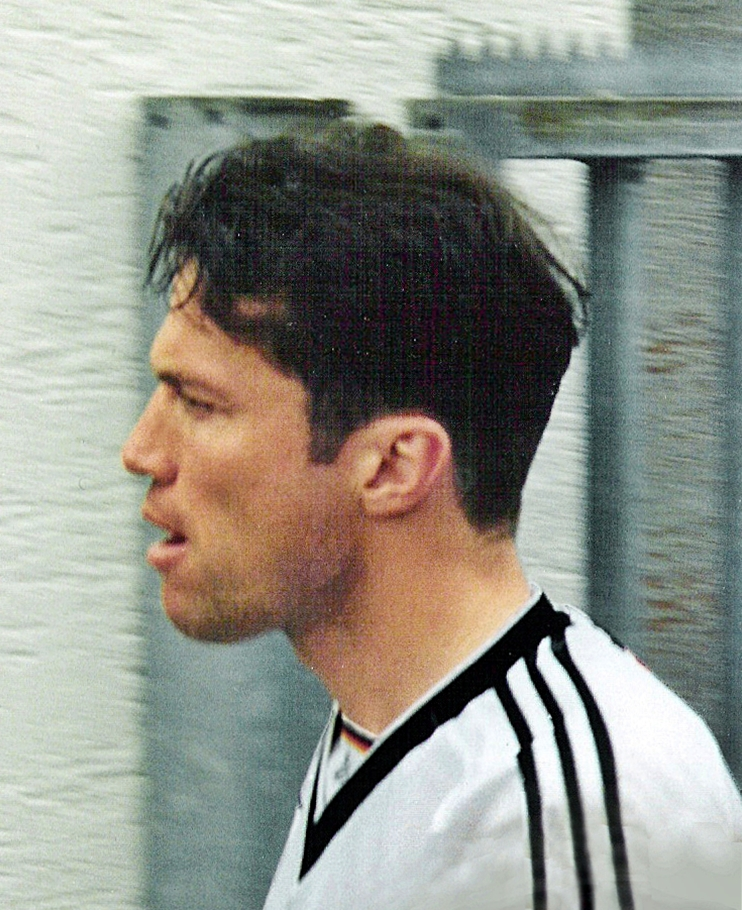
Lothar Matthäus gehörte zu Ribbecks engsten Vertrauten in der Mannschaft.

Die Deutschen trafen in der Gruppenphase der EM in den Niederlanden und Belgien auf die Mannschaften aus England, Portugal und Rumänien, wobei Deutschland und England als Favoriten auf ein Weiterkommen galten. In das 22-köpfige Aufgebot der Deutschen fand unter anderem Häßler Einzug, den Ribbeck zum ersten Mal in seiner Amtszeit nominierte. Insgesamt berief der Teamchef 7 Spieler in den Turnierkader, die auch an der EM 1996 teilgenommen hatten; 9 Nominierte waren 30 Jahre oder älter, 2 jünger als 25 Jahre.
Die deutsche Mannschaft spielte in ihrer ersten Partie 1:1 gegen Rumänien, wobei das dabei geschossene Tor das einzige für sie bleiben sollte. Nach dem Spiel veranstaltete der DFB auf Wunsch des Präsidenten Braun eine öffentliche Trainingseinheit auf dem Gelände des SV Breinig in Stolberg (Rheinland), bei der sich der Mannschaftskapitän Oliver Bierhoff verletzte und Ribbeck bis mindestens zum Ende der Gruppenphase nicht mehr zur Verfügung stand. Die Einheit wurde in Anlehnung an einen Kommentar Babbels als Kirmes-Training verspottet, da sie mit Tausenden Zuschauern stattfand, die noch während des Trainings den Platz stürmten, woraufhin dieses vorzeitig abgebrochen werden musste. Braun wies die darauf folgende Kritik daran, dass er die Trainingseinheit angeordnet habe, zurück. Er erklärte, dass Ribbeck und der Organisationschef des DFB, Bernd Pfaff, nach Prüfung der Angelegenheit der Veranstaltung zugestimmt hätten.
In der Mannschaft blieb auch nach dem gescheiterten Versuch, Ribbeck durch Matthäus zu ersetzen, die Frage nach der Spielweise offen. In Spielerkreisen und der Öffentlichkeit kam häufig Kritik an Ribbecks Umgang mit Matthäus, der allgemein als zu alt und nicht auf ausreichendem Leistungsniveau eingeschätzt wurde, und an dessen Spielposition als Libero auf. Bereits Stielike hatte mehrfach auf die Anwendung eines anderen Abwehrsystems gedrängt, was Ribbeck stets abgelehnt hatte. So war Deutschland neben der Türkei der einzige Teilnehmer, der noch mit Libero spielte.

#### Das Portugal-Spiel und Reaktionen auf das Turnieraus
| Pl. | Land        | Sp. | S | U | N | Tore    | Diff. | Punkte |
| --- | ----------- | --- | - | - | - | ------- | ----- | ------ |
| 1.  | Portugal    | 2   | 2 | 0 | 0 | 004:200 | +2    | 06     |
| 2.  | England     | 2   | 1 | 0 | 1 | 003:300 | ±0    | 03     |
| 3.  | Deutschland | 2   | 0 | 1 | 1 | 001:200 | −1    | 01     |
| 3.  | Rumänien    | 2   | 0 | 1 | 1 | 001:200 | −1    | 01     |

Deutschland erlitt in seinem zweiten Gruppenspiel eine 0:1-Niederlage gegen England. Dennoch bestand auch nach den beiden sieglosen Partien noch die Möglichkeit, dass Deutschland weiterkam. Dafür musste Rumänien gegen England gewinnen. Gleichzeitig hätte Ribbecks Auswahl entweder mit der größeren Tordifferenz oder bei gleicher Differenz mit mehr geschossenen Toren gegen Portugal siegreich sein müssen.
Die Rumänen gewannen tatsächlich und setzten sich mit 3:2 gegen die Engländer durch, jedoch verloren die Deutschen ihrerseits in der Rotterdamer Kuip mit 0:3 gegen Portugal. Damit setzten sich mit Rumänien und Portugal die Teilnehmer durch, die im Vorhinein mehrheitlich nicht für ein Weiterkommen gehandelt worden waren. Die Portugiesen waren nach Auffassung der Öffentlichkeit in diesem Spiel nicht in Bestbesetzung angetreten, auch weil das Erreichen des Viertelfinales und der erste Platz in der Gruppe für sie bereits festgestanden hatte; Nationaltrainer Humberto Coelho hatte nur zwei Spieler, die im Spiel gegen Rumänien von Beginn an auf dem Platz gestanden hatten, erneut in die Startelf beordert und auch einen neuen Torhüter aufgeboten. So schied die DFB-Elf zum ersten Mal seit 1984 als Letztplatzierte mit einem Punkt in der Gruppenphase aus dem Turnier aus und musste die bis heute höchste Niederlage in einer Europameisterschaftspartie hinnehmen. In den deutschen Medien wurde das Ausscheiden unter anderem als „größt[e] DFB-Pleite seit mehr als 60 Jahren“ (Tagesschau), „deutsche[s] Debakel“ (Der Spiegel) oder „blamable[r] Auftritt“ (Der Tagesspiegel) bezeichnet. Jupp Heynckes, damaliger Trainer des portugiesischen Erstligisten Benfica Lissabon und Weltmeister von 1974, der zwei Stürmer der portugiesischen Auswahl in der abgelaufenen Saison trainiert hatte und das Spiel für das ZDF begleitete, schätzte ein, dass „der deutsche Fußball mit dem heutigen Spiel auf dem absoluten Tiefpunkt angelangt“ sei, und der für Sport zuständige Bundesinnenminister Otto Schily bezeichnete die Partie als „trostlose Vorstellung“. Ribbeck erklärte nach dem Spiel, seine Mannschaft sei durch die Portugiesen „vorgeführt“ worden und die Leistung „im höchsten Grade peinlich“ gewesen. Ebenfalls kam Ribbeck auf die Zukunft der Nationalmannschaft zu sprechen und warum er den Kader für die EM auf diese Weise zusammengestellt habe: „[I]ch gebe zu bedenken, dass das die Spieler waren, die zur Verfügung stehen. Es gibt keine Nachwuchskräfte. Wir haben heute alles gesehen, was […] auf dem Markt ist. Wir haben den Sebastian Deisler gesehen, wir haben den Michael Ballack gesehen als junge, hoffnungsvolle Nachwuchsspieler. Es gibt in der Bundesliga keine anderen.“ Auch Rehhagel und Réthy hatten unmittelbar nach dem Spiel auf einen hohen Ausländeranteil in der Bundesliga und fehlende Alternativ- und Jugendspieler für ein deutsches Aufgebot hingewiesen. Der Teamchef trat am Tag nach dem Spiel von seiner Funktion zurück und beendete seine Trainerkarriere. Auch zogen sich die letzten in der Nationalmannschaft aktiven Weltmeister von 1990, Häßler und Matthäus, nach dieser Partie aus der Auswahl zurück.
Der Kicker druckte in seiner Freitagsausgabe am 23. Juni 2000 unter dem Titel „Das Debakel und seine Folgen“ unter anderem eine 17-seitige Darstellung über die Gesamtsituation der deutschen Nationalmannschaft. Der Reporter Wolfgang Tobien führt darin elf Gründe für das Ausscheiden der Mannschaft aus dem Turnier an. In Bezug auf die spielerische Leistung heißt es: „Technisch und taktisch agieren die anderen Teams bei dieser EM in einer anderen Liga. […] Die deutsche Nationalelf ist nicht in der Lage, ihr Spiel mit dem auf EM-Niveau notwendigen Tempo zu unterlegen, kann sich weder mit schnellem Kurzpassspiel befreien noch damit den Gegner unter Druck setzen. Zu statisch, zu langsam, zu durchsichtig.“

### Anschließende Begriffsprägung
Beckenbauer, der für die Bild als Kolumnist tätig war, schrieb am 27. Juni 2000 in der Hamburger Ausgabe der Zeitung den Beitrag Jetzt spielt die EM Traumfußball – Da hätten wir eh’ nur gestört. Er nimmt darin Bezug auf das aus seiner Sicht gestiegene sportliche Niveau der EM in den Viertelfinalspielen und kritisiert das fußballerische Auftreten sowohl der deutschen als auch englischen Nationalmannschaft:

„Das war müder Rumpelfußball, der streckenweise in Misshandlung des Balles ausartete. Vielleicht war die Veranstaltung mit Deutschland ja auch nur die B-Europameisterschaft…. Die A-Europameisterschaft läuft jetzt ohne uns. Und irgendwie hätten wir da eh nur gestört.“

Am 10. August 2000 schrieb die freie Journalistin Katrin Weber-Klüver für den Online-Auftritt des Spiegels den Artikel Wir Rumpelfüßler, in dem sie die Schöpfung des Wortes Rumpelfüßler Beckenbauer zuschreibt. Nach Angaben der Tageszeitung verwendete Weber-Klüver den Begriff selbst zum ersten Mal in der Öffentlichkeit. Allerdings schrieb der Focus bereits Anfang Juli 2000 in seinem Artikel Die Rumpelfüßler-Debatte über ein Zitat Beckenbauers, der das Wort Rumpelfüßler bereits vorher verwendet hatte. Für beide Neologismen erhielten sowohl Beckenbauer als auch Weber-Klüver am Jahresende den vom Pons-Verlag ausgegebenen Preis Pons Pons 2000.

## Verwendung nach 2000 (Auswahl)

### In Bezug auf deutsche Mannschaften

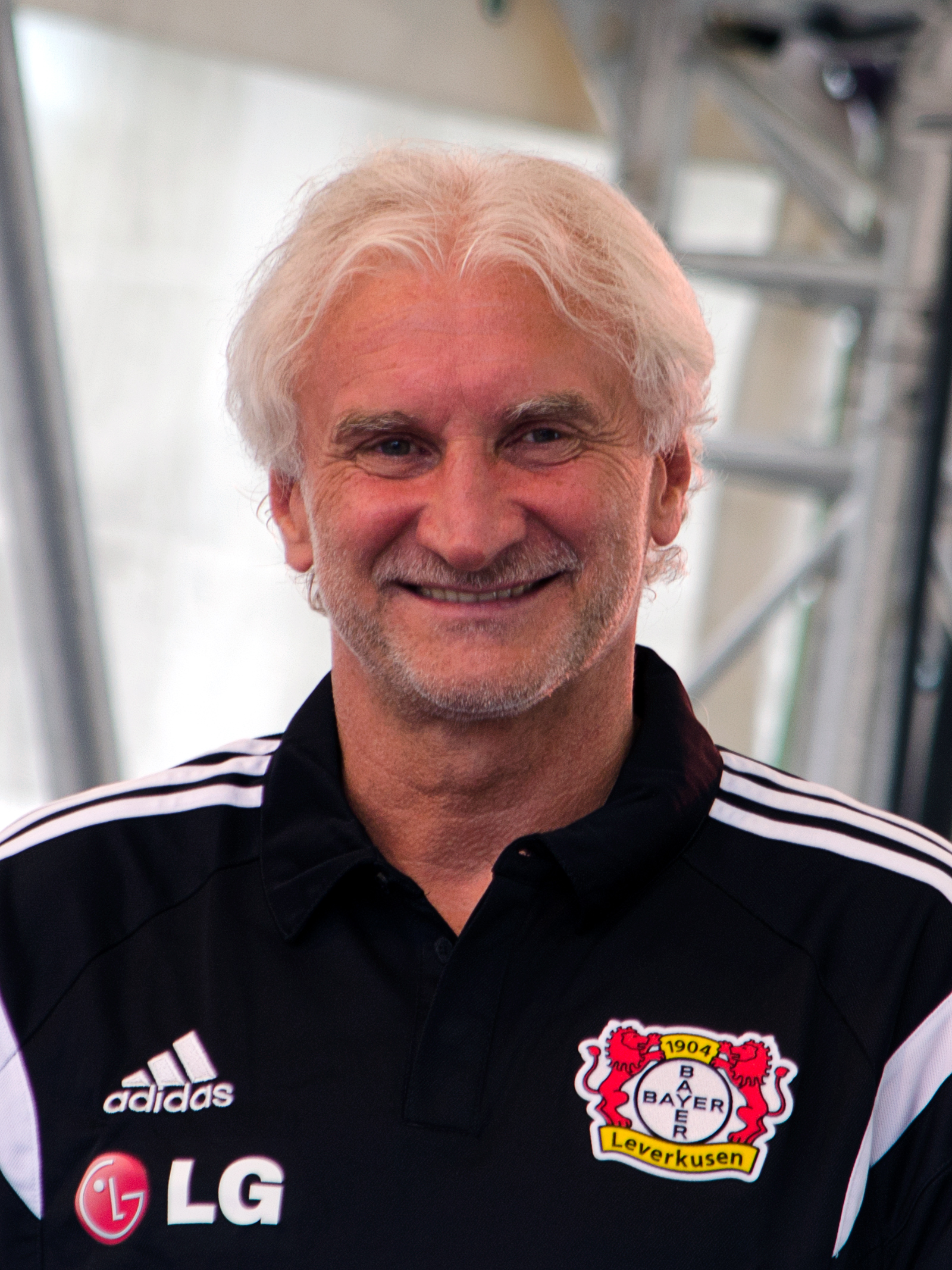
Unter Rudi Völler spielten die Deutschen aus Sicht von Beobachtern weiterhin Rumpelfußball.

Unter Ribbecks Nachfolger, Teamchef Rudi Völler, zeigte die Nationalmannschaft bald wieder unbefriedigende Leistungen. Zwar wurde das erste halbe Jahr unter seiner Führung mit drei Siegen und einer Niederlage positiv bewertet und der Kicker wählte ihn zum Mann des Jahres im Fußball. So musste die Mannschaft jedoch im September 2001 in der Qualifikation zur WM 2002 eine 1:5-Niederlage im Olympiastadion in München gegen England hinnehmen, bei der die Deutschen zum ersten Mal seit 1958 (3:6-Niederlage gegen Frankreich) mehr als 4 Gegentore in einem Spiel erlitten. Die DFB-Auswahl erreichte erst über die Play-offs das Turnier in Japan und Südkorea und galt vor Beginn als Außenseiter. Völler berief 13 der 22 Spieler aus dem Kader von 2000 erneut in sein 23-köpfiges Aufgebot. In der Befürchtung eines erneut frühen Ausscheidens der Mannschaft ergab sich in der Öffentlichkeit der Ausspruch „Rudis Rumpelfüßler“. Diese zeigte sich unter anderem unmittelbar vor dem Turnier durch eine 0:1-Niederlage in einem Freundschaftsspiel gegen Wales, das sich nicht für die WM hatte qualifizieren können. Netzer nahm die Kritik des Mannschaftskapitäns Oliver Kahn an mangelnder Aggressivität im Spiel auf und merkte an, dass die Auswahl keine Routine aufweise und eine eindeutige Stammelf durch zurückkehrendes Personal, das zuvor verletzt gewesen sei, fehle. Er nannte das Spiel zugespitzt den „Tiefstpunkt [sic] der Vorbereitung“ auf das Turnier. Das Hamburger Abendblatt schrieb zwei Tage nach der Niederlage, dass „die deutsche Nationalmannschaft in alte ‚Rumpelfußball‘-Zeiten zurückgefallen“ sei. Weiter heißt es: „[A]uch neben dem Resultat gab es kaum Erbauliches: Die Abwehr beim Treffer […] vorgeführt, keine Durchschlagskraft im Angriff und das Kreativzentrum ohne jeglichen Spielwitz.“ Obwohl bei der WM 2002 einige der Ergebnisse knapp ausfielen – die Mannschaft gewann drei ihrer sieben Spiele mit 1:0 und spielte einmal unentschieden – und der Auswahl in den Medien schwache Leistungen vorgeworfen wurden, spielten die Deutschen ein erfolgreiches Turnier. Sie zogen ins Finale ein, in dem sie Brasilien unterlagen und so Vizeweltmeister wurden. Daneben gewann die Auswahl mit 8:0 gegen Saudi-Arabien, was ihren bis heute zweithöchsten Sieg in einem großen Turnier (nach einem 9:0 gegen Luxemburg bei den Olympischen Sommerspielen 1936) bedeutete. Kahn avancierte mit seiner Leistung zum besten Torhüter und Spieler des Turniers, wobei er in fünf Partien ohne Gegentor blieb. In der Rückschau wurde der Auswahl zudem ein gutes Mannschaftsgefüge zugesprochen.
Nachdem die deutsche Nationalmannschaft bei der WM 2018 erstmals in der Gruppenphase einer Weltmeisterschaft ausgeschieden war, versuchte Bundestrainer Joachim Löw einen Generationswechsel und verzichtete ab 2019 auf zukünftige Nominierungen von Jérôme Boateng, Mats Hummels und Thomas Müller, die zu den Leistungsträgern der gewonnenen WM 2014 gezählt hatten. Aufgrund mäßiger Leistungen – abseits der Qualifikation zur EM 2021 –, insbesondere in der neu eingeführten UEFA Nations League und einer 1:2-Niederlage in der Qualifikation zur WM 2022 gegen Nordmazedonien, mehrten sich Stimmen, die eine Rückkehr der drei Weltmeister-Spieler in die Auswahl forderten. Zur EM 2021 berief Löw schließlich Hummels und Müller in den Kader. Bereits im ersten Gruppenspiel gegen den amtierenden Weltmeister Frankreich, das 0:1 verloren ging, zeigte die deutsche Mannschaft erneut Mängel in der Spielgestaltung. Der Journalist Michael Horeni schrieb im Hinblick auf Löws nahendes Ende als Bundestrainer nach dem Spiel in einem Online-Beitrag der Frankfurter Allgemeinen Zeitung unter dem Titel Bonjour, Rumpelfußball: „Die Endphase der Ära Löw ist von irriger Autosuggestion geprägt. In Wahrheit helfen nun höchstens noch Rennen und Kämpfen. […] Deutschland hat den Anschluss an das Tempo der neuen Zeit verloren, um Längen.“

### In Bezug auf Mannschaften außerhalb Deutschlands
Die erstmalige Anwendung des Begriffs auf eine nicht-deutsche Fußballnationalmannschaft geht auf den Sportreporter Manfred Breuckmann zurück, der bei der WM 2010 von „Nederlandse Rumpel-Voetbal“ (niederländischem Rumpelfußball) schrieb.
Die WM 2014 erwies sich für die Nationalmannschaft des Ausrichters Brasilien als „[m]aximales Desaster“. Nach dem erfolgreichen Absolvieren der Gruppenphase sah sich die Auswahl im Achtelfinale Chile gegenüber und setzte sich erst im Elfmeterschießen durch. In diesem Zusammenhang wurde das Auftreten der Mannschaft kritisiert, welche sich zu emotional und mit wenig Aggressivität präsentiere. Eine Ursache sei der aufgebaute Druck im Land, ein erfolgreiches Turnier spielen zu müssen. In einem Beitrag der Welt kritisiert Florian Haupt die nach seiner Auffassung spielerischen Defizite der Auswahl: „Ist der Fußball so schlecht, weil die Nervosität so groß ist? Oder umgekehrt? Gegen Chile akzentuierte die Panik ja nur die Schwächen im Kombinationsspiel, die […] zu einer Quote von 68 Prozent angekommener Pässe führten – der schlechteste Wert einer brasilianischen WM-Mannschaft seit 50 Jahren.“ Im Hinblick auf den Kapitän der Mannschaft schrieb er: „Von einem wie Neymar hätte man gern erfahren, ob er solchen Rumpelfußball just bei einer Heim-WM nicht ein bisschen traurig findet.“ Brasilien stieß bei dem Turnier bis ins Halbfinale vor und traf darin auf Deutschland. Das Spiel ging unter dem Namen „Mineiraço“ in die Geschichte des Fußballs ein, da Brasilien mit 1:7 unterlag, was die bis heute höchste Niederlage der Auswahl bei einer Weltmeisterschaft darstellt. Peter Blunschi nennt das Auftreten der Brasilianer in einem Kommentar für Watson eine „Bankrotterklärung einer grossen Fussballnation“ und stellt die Leistung folgendermaßen dar: „Die Deutschen tanzten den Gegner aus, während die Brasilianer, technisch unbedarft und taktisch überfordert, über den Rasen holperten und stolperten. Sie spielten Rumpelfussball, wie einst die Deutschen.“
Bei der EM 2016 erspielte sich die portugiesische Auswahl den Titel. Sie hatte zuvor die Gruppenphase sieglos mit drei Unentschieden auf dem dritten Platz beendet und war nur über den bei diesem Turnier erstmals angewendeten Modus, der den besten vier der sechs Drittplatzierten ein Weiterkommen ermöglicht, ins Achtelfinale gelangt. Die Mannschaft gewann schließlich von vier K.-o.-Runden-Spielen eines in der regulären Spielzeit. In den anderen drei setzte sie sich erst in der Verlängerung oder im Elfmeterschießen durch. Frederik Büll von Eurosport zog nach dem Weiterkommen der Portugiesen im Viertelfinale gegen Polen einen Vergleich mit dem Auftreten deutscher Mannschaften in der Vergangenheit: „In grauer Vorzeit wurden die Darbietungen der deutschen National-Elf gern als Rumpelfußball bezeichnet. Portugal zeigt auch nicht viel mehr bei dieser EM, ist damit aber sehr erfolgreich. Die Iberer setzen auf eine kompakte Defensive und tun offensiv nicht mehr als nötig. […] Irgendwie hat man das Gefühl, Portugal mogelt sich schon etwas durch, ohne zu überzeugen.“ Peter Ahrens und Rafael Buschmann vom Spiegel schrieben vor dem Finalspiel über die Portugiesen: „Die Mannschaft spielt im Grunde so, wie man es Deutschland jahrzehntelang nachgesagt hat. Nicht schön, aber erfolgreich. Portugal spielt, Verzeihung, deutschen Rumpelfußball. Aber in Perfektion.“
Jonas Beckenkamp veröffentlichte für den Onlineauftritt der Süddeutschen Zeitung im Februar 2022 einen Beitrag zum Verlauf des kurz zuvor beendeten Afrika-Cups in Kamerun. Diese Austragung des Wettbewerbs erwies sich verhältnismäßig als die an erzielten Toren ärmste (1,92 je Spiel) seit 2002 (1,5). Beckenkamp verweist in seinem Artikel auf die K.-o.-Runden, wobei 7 der 16 Spiele in der Verlängerung oder dem Elfmeterschießen entschieden wurden, so auch das Finale zwischen dem Senegal und Ägypten. Seiner Auffassung nach war die Partie „ein zäher Krampf, ein Gewürge mit mehr Spielunterbrechungen, als Fußballgenießer gut ertragen“ könnten. Als ausschlaggebend für den Turniersieg der Senegalesen sieht er die Offensive der Mannschaft: „Sie war in der Ausscheidungsrunde der größte Pluspunkt für Afrikas bestplatzierte Elf in der Fifa-Weltrangliste (Platz 20) – gegenüber dem Rumpelfußball der Konkurrenten.“